# An-Najm
An-Najm (La Stella) è la cinquantatreesima Sura del Corano, una sura meccana composta da 62 versetti. Il nome della sura si riferisce alla stella menzionata nel primo verso della sura. Questa sura tratta vari temi, inclusi la profezia, la rivelazione, la guida spirituale e l'avvertimento per gli increduli.

## Contenuto

### La Rivelazione del Corano
Versetti 1-4: La sura inizia con una descrizione della visione del Profeta Muhammad durante la sua esperienza di viaggio notturno (Isra e Mi'raj), in cui riceve la rivelazione divina.

### L'Unicità e la Sapienza di Allah
Versetti 5-18: Si esalta l'unicità e la sapienza di Allah come Creatore e Guida dell'universo. Si afferma che ogni cosa è sotto il controllo di Allah e che Egli è il Signore dei cieli e della terra.

### L'Avvento del Giorno del Giudizio
Versetti 19-25: Viene descritto l'avvento del Giorno del Giudizio e la ricompensa per i credenti e la punizione per gli increduli. Si avverte che gli increduli saranno sottoposti a una punizione terribile per la loro negazione della verità.

### La Preghiera e la Sottomissione
Versetti 26-32: Si esalta l'importanza della preghiera e della sottomissione a Allah. Si invita i credenti a adorare solo Allah e a seguire la via retta.

### La Narrazione dei Popoli Precedenti
Versetti 33-49: Viene narrata la storia di popoli precedenti che hanno rifiutato i loro profeti e sono stati distrutti a causa della loro incredulità. Si avverte che gli increduli subiranno la stessa sorte se non si pentiranno e non crederanno nella verità.

### Il Potere e la Sapienza di Allah
Versetti 50-62: Si esalta il potere e la sapienza di Allah come Creatore e Guida dell'universo. Si afferma che ogni cosa è sotto il controllo di Allah e che Egli è il Signore dei cieli e della terra.

## Analisi
La Sura An-Najm offre insegnamenti fondamentali sulla rivelazione divina, sull'importanza della preghiera e della sottomissione a Allah, e sull'avvento del Giorno del Giudizio. Attraverso la narrazione dei popoli precedenti e la descrizione del destino dei credenti e degli increduli, la sura avverte gli increduli che saranno sottoposti a una punizione terribile per la loro negazione della verità.
Inoltre, la sura esalta il potere e la sapienza di Allah come Creatore e Guida dell'universo, invitando alla riflessione sulla grandezza divina. È un richiamo alla fede, alla sottomissione e alla ricerca della verità spirituale.